# Дафер Юсеф
Дафер Юсеф (на арабски: ظافر يوسف) е тунизийски джаз музикант – инструментист, композитор, певец. Свири на уд – струнен музикален инструмент.

## Биография
Роден е в Тебулба, Тунис на 19 ноември 1967 г. Развива интерес към джаза още в детството си.
По-късно напуска Тунис и започва своята джаз кариера, като от 1990 година живее в Европа – най-често в Париж или Виена.
Издава свои 6 соло албума, както и участва в групи с авангарда на съвременната джаз музика.
В музикалните си търсения е повлиян от музиката на Индия и тази на северните народи.